# Alfabetyzm cyfrowy
Alfabetyzm cyfrowy, piśmienność cyfrowa (także: alfbetyzacja cyfrowa) (ang. digital literacy) – ogół wiedzy, umiejętności i zachowań odnoszących się do użytkowania szerokiego grona urządzeń cyfrowych takich jak smartfony, tablety, laptopy oraz komputery stacjonarne. Pojęcie alfabetyzmu cyfrowego początkowo skupiało się na kompetencjach cyfrowych i samodzielnych urządzeniach komputerowych, jednak obecnie nacisk przesunął się w kierunku urządzeń i zastosowań sieciowych. Alfabetyzm cyfrowy jest pojęciem różnym od alfabetyzmu komputerowego oraz kompetencji cyfrowych. Alfabetyzm komputerowy poprzedzał alfabetyzm cyfrowy i odnosi się do wiedzy i umiejętności związanych z wykorzystaniem tradycyjnych komputerów (takich jak komputery stacjonarne i laptopy) z naciskiem na umiejętności praktyczne związane z korzystaniem z pakietów oprogramowania. Alfabetyzm cyfrowy jest pojęciem bardziej współczesnym, które ogranicza się jednak do praktycznych umiejętności związanych z korzystaniem z urządzeń cyfrowych (takich jak laptopy i smartfony).
Piśmienna cyfrowo osoba posiada szereg kompetencji cyfrowych, wiedzę w zakresie podstaw funkcjonowania urządzeń komputerowych, umiejętności dotyczących korzystania z sieci komputerowych, zdolności do angażowania się w społecznościach internetowych i serwisach społecznościowych przy jednoczesnym przestrzeganiu przyjętych protokołów zachowań, potrafi wyszukiwać, pozyskiwać i oceniać informacje, rozumie problemy społeczne wynikające z technologii cyfrowych (takich jak big data) i posiada umiejętności krytycznego myślenia.
Alfabetyzm cyfrowy nie zastępuje tradycyjnych form alfabetyzmu, lecz opiera się na ich fundamencie. Termin alfabetyzm cyfrowy opiera się na dwóch pojęciach – alfabetyzm oraz cyfrowość – jest jednak czymś znacznie więcej niż połączeniem tych dwóch pojęć – informacja cyfrowa to symboliczna reprezentacja danych, natomiast alfabetyzm odnosi się do umiejętności czytania w odniesieniu do wiedzy oraz spójnego pisania i krytycznego myślenia w odniesieniu do umiejętności wykorzystywania tej wiedzy.
Alfabetyzm cyfrowy jest przeciwieństwem analfabetyzmu cyfrowego.